# Canthocalanus pauper
Canthocalanus pauper är en kräftdjursart som först beskrevs av Giesbrecht 1888.  Canthocalanus pauper ingår i släktet Canthocalanus och familjen Calanidae. Inga underarter finns listade i Catalogue of Life.